# سالم خليفة (لاعب كرة قدم قطري)
سالم خليفة هلال من مواليد 26 أكتوبر 1990 لاعب كرة قدم قطري يجيد اللعب في خط الهجوم في نادي السيلية. يلعب حاليا لصالح نادي مسيمير.

## مسيرة اللاعب
لعب مع نادي الشمال ونادي معيذر ونادي الخور والنادي الأهلي ونادي المرخية ونادي مسيمير ونادي الخور ونادي السيلية.

## روابط خارجية
- سالم خليفة هلال على موقع قاعدة بيانات كرة القدم.إي يو (الإنجليزية)
- سالم خليفة هلال على موقع Soccerway.com (الإنجليزية)